# Szupermarket

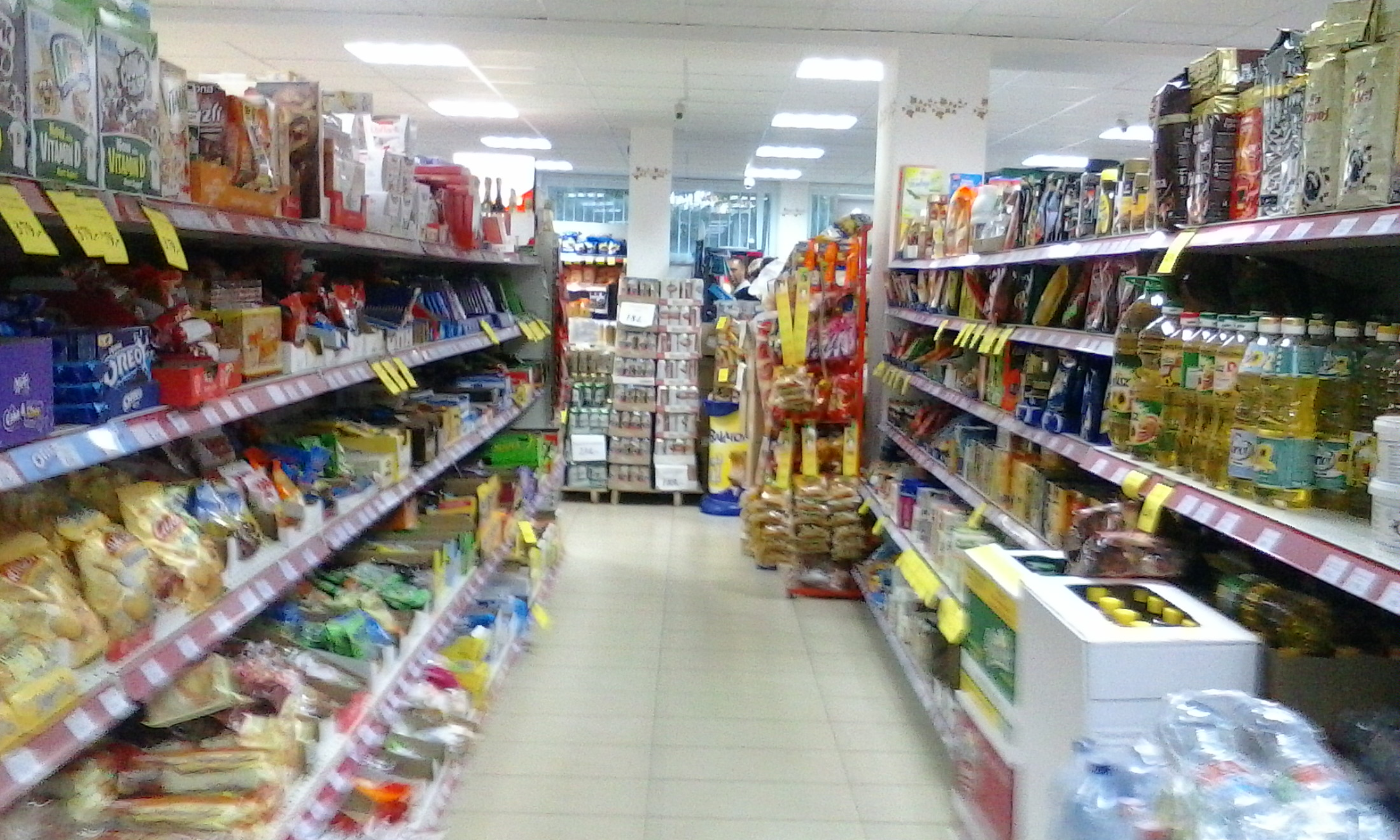
Egy nyíregyházi szupermarket belseje

A szupermarket viszonylag kis költségű és árrésű, jelentős forgalmú, nagyméretű önkiszolgáló üzlet. Arra tervezték, hogy egy helyen kielégítse egy-egy  fogyasztó teljes élelmiszer- illetve háztartási eszköz-szükségletét.

## Elnevezése
Magyarországon 1964-ben a „szupermarket” szó helyett vezették be az ABC-áruház-elnevezést, azonban ez a kifejezés mára tágabb fogalommá vált, mint a szupermarket. [forrás?]

## Kínálata
Széles kínálattal rendelkeznek és a legtöbb terméket alacsony árakkal értékesítik. A szupermarketekben rendszerint megtalálhatók a friss tej-és pékáruk, a húskészítmények, a különféle konzervek és csomagolt áruk, állateledelek, édességek, étrendkiegészítők, fagyasztott áruk, üdítőitalok, friss zöldségek és gyümölcsök, szárított gyümölcsök, tészták, valamint a háztartási tisztítószerek. A legtöbb szupermarket árusít szeszes italt, ruhát és gyógyszert is.

## Fizetés a szupermarketben
A szupermarketekben nem egyetlen pénztárgép van, hanem kasszasor található bennük. Az áruk árát a 2000-es évek előtt egyesével kellett a pénztárosnak begépelni, eleinte kézzel írt öntapadó címkékkel, majd az árnyomtató gépek gyorsították a folyamatot.  Napjainkra általános lett a gyártó által elhelyezett vonalkódok alkalmazása. Egyes áruházláncok saját vonalkódrendszert használnak.2015-től megjelentek az önkiszolgáló kasszák is, ahol a pénztáros feladatait maga a vásárló végzi el. 
A bankkártyás fizetés 

### Árkereső kód
A csomagolás nélküli és mérlegelést igénylő termékek – jellemzően friss és mezőgazdasági ömlesztett (lédig) termékek – külön mérleg kóddal rendelkeznek, ahol a kihelyezett és előre beállított mérlegek a kód beütésével a súlynak megfelelő árcímkét kinyomtatják. Gyakran képek is segítik a választást.
Az áruféleségek azonosítása általános igény, így kialakult egy nemzetközi azonosítási rendszer, 4 jegyű arab számokkal. A PLU kódot (angol rövidítése a price look-up, vagyis árkereső szóösszetételnek) 1990-től alkalmazzák, az áruféleségekhez egy-egy kódcsoportot rendeltek, 3000 és 5000 között. kb. 1400 kód van jelenleg használatban, például 3000 és 3011 között az almák, míg 4710 és 4722 között a leggyakoribb csípőspaprika fajták találhatóak. A PLU rendszert a globális piacra termelők használják, de ez csak egy vevőtájékoztatást segítő szolgáltatás, a termékek minőségét és eredetiségét semmilyen formában nem ellenőrzik. Az IFPS (Termék Normák Nemzetközi Szövetsége) igyekszik a PLU rendszert közismertté tenni és fejleszteni, ennek részeként egy 8-as számot javasol előtagként a további termékekhez, 9-es előtagot a természetes módon előállított termékek jelöléséhez.

## Méretük és elhelyezkedésük
A szupermarket eladótere 500–2500 m² között van. Alapterületük a lélekszámhoz igazodik, és úgy helyezkednek el, hogy a lakosság számára minél könnyebben elérhetőek legyenek. Egyik előnyük, hogy biztosítják az ingyenes parkolás lehetőségét.